# Куадрелле
Куадрелле (італ. Quadrelle) — муніципалітет в Італії, у регіоні Кампанія,  провінція Авелліно.
Куадрелле розташоване на відстані близько 210 км на південний схід від Рима, 35 км на схід від Неаполя, 14 км на захід від Авелліно.
Населення — 1884 особи (2014).

## Демографія
Населення за роками:

Станом на 1 січня 2023 року в муніципалітеті офіційно проживало 27 іноземців з 10 країн, серед них 7 громадян країн Євросоюзу та 8 громадян України.

## Сусідні муніципалітети
- Меркольяно
- Муньяно-дель-Кардінале
- Сіриньяно
- Суммонте